# Henri IV (corazzata)
La Henry IV è stata una corazzata costiera francese; essa fu impostata nel 1897 su progetto di Louis-Émile Bertin ma occorsero, anche a causa di imprevisti tecnici e finanziari, ben 5 anni perché fosse terminata. La nave servì durante la prima guerra mondiale.

## Il contesto
La Francia fu uno dei paesi che più si interessò allo sviluppo di unità navali corazzate per la protezione delle coste che potessero inoltre essere utilizzate anche oltremare a fianco delle unità corazzate maggiori.
Questo tipo di navi definibili come "guardacoste corazzate" che interessarono molte marine minori avevano un'autonomia ridotta ma artiglierie paragonabili a quelle delle corazzate.

## La classe
La nave era in qualche modo una derivazione della classe Charlemagne, composta da tre unità, tra cui oltre alla Charlemagne troviamo la Gauloise la St Louis, ma che ebbe alcuni tipi derivati come esemplari unici, tra cui appunto la Henry IV caratterizzata da un bordo libero molto basso nella sezione di poppa, la Iena e la Suffren.